# Toy Story: Tutto un altro mondo
Toy Story: Tutto un altro mondo (Toy Story That Time Forgot) è uno special televisivo natalizio d'animazione del 2014 diretto da Steve Purcell che fa parte della saga di Toy Story, che è andato in onda sulla rete televisiva statunitense ABC il 2 dicembre 2014, come speciale televisivo natalizio.
In Italia è andato in onda il 24 dicembre 2014 su Disney Channel.

## Trama
È il giorno di Natale, ed il giocattolo Trixie è triste perché, pur avendo le fattezze di un triceratopo, quando gioca con lei la sua padroncina Bonnie, estremamente fantasiosa, non le fa mai interpretare il ruolo di dinosauro. Bonnie viene portata dalla madre a casa del suo amichetto Mason (un ragazzino figlio unico di una famiglia facoltosa, che lo ha riempito di giocattoli per Natale, più di quanti ne possa apprezzare) per giocare con lui, portando con sé Woody, Buzz Lightyear, Rex, un gatto vestito da angelo (in realtà una decorazione natalizia, è Bonnie che lo preleva all'ultimo momento dall'albero di Natale a cui è appeso per l'aureola per usarlo come giocattolo) e la stessa Trixie. Appena arrivata, Bonnie viene trascinata da Mason a giocare alla console Optimum- X (parodia della Xbox), mentre Woody e i suoi amici fanno conoscenza con una collezione di BattleSauri, dei dinosauri gladiatori che Mason ha ricevuto per Natale; poiché nello stesso momento il bambino aveva ricevuto la Optimum- X e si è dedicato solamente a quella, essi non sono mai stati adoperati per giocare. 
I BattleSauri sono capeggiati da Massimo Reptilio, un affascinante carcarodontosauro gladiatore che parla in modo retorico e teatrale di cui Trixie si innamora (ricambiata), e da Chierico, un sinistro pterosauro viola con le fattezze di stregone che sembra avere in mente loschi piani. Woody, Buzz e i loro amici accettano da loro l'invito a combattere in una specie di arena, pensando che si tratti di un gioco; Trixie e Rex, essendo anch'essi dinosauri, vengono dotati di armature da battaglia (a Rex vengono fornite braccia metalliche, molto più efficienti delle sue tipiche braccine da tirannosauro), e preparano Woody e Buzz alla lotta contro Massimo Reptilio.
Tuttavia appare quasi subito chiaro che, non essendo a conoscenza di essere dei giocattoli (in maniera simile a Buzz nel primo Toy Story e successivamente anche in Toy Story 3), i BattleSauri combattono sul serio, accanendosi con violenza contro i loro avversari.
Chierico in realtà è perfettamente a conoscenza della vera natura dei BattleSauri, ma fa di tutto perché Mason non smetta di giocare alla Optimum-X: teme infatti che il ruolo di prestigio da lui assunto tra i BattleSauri possa venir meno se questi capissero di non essere un vero e proprio popolo ma dei giocattoli.
Woody e Buzz capiscono l'intero piano e tentano di essere ragionevoli, ma hanno la peggio e finiscono per essere "mangiati" da un millepiedi giocattolo. Trixie, vedendo i suoi amici in pericolo, tenta di salvarli colpendo il millepiedi, che però la fa cadere e Massimo e Chierico notano il nome di Bonnie scritto sotto la sua zampa. 
Chierico trae vantaggio da questa situazione e indica Trixie come infiltrata di una tribù nemica dal nome "Bonnie", quindi ordina che lei e gli altri siano eliminati. Vedendo se stessa e i suoi amici in pericolo Trixie corre da Bonnie, impegnata in un'interminabile partita alla console col suo amico, per attirare la sua attenzione. Massimo la insegue per fermarla, ma nel tragitto scopre la scatola che lo aveva contenuto e molto materiale pubblicitario inerente ai BattleSauri ed il dubbio inizia ad assalirlo. In mezzo ad un groviglio di cavi elettrici, i due dinosauri arrivano alla ciabatta che alimenta la console, e Trixie spiega a un affranto Massimo l'importanza e la gioia di essere un giocattolo. Finalmente convinto dalla sincerità delle parole della sua amica, è lo stesso Massimo a spegnere la ciabatta: Mason e Bonnie, vedendo interrompersi di colpo il gioco in corso, inizialmente riaccendono la console per continuare con il videogioco, ma la fantasia di Bonnie nell'attribuire un ruolo ai giocattoli è così trascinante che riesce a coinvolgere anche Mason, per cui i bambini decidono di abbandonare la poltrona ed i joystick ed iniziare finalmente a giocare con i giocattoli "reali". 
Intanto Chierico, pilotando con un telecomando le braccia meccaniche di Rex, gli fa catturare Woody e Buzz e li fa dirigere verso una ventola di aerazione per distruggerli. Mentre tutto sembra perduto, arrivano Bonnie e Mason, che iniziano a giocare con tutti i giocattoli rimasti nella stanza. Massimo scopre quindi la felicità di giocare col proprio bambino e si dichiara a Trixie, ma è arrivato il momento di tornare a casa.
Una volta tornati nella cameretta di Bonnie, i giocattoli raccontano ai loro amici la loro avventura e Trixie spiega di aver imparato la lezione: non importa il ruolo che Bonnie le darà, ma solo giocare e divertirsi con lei. In una scena aggiuntiva durante i titoli di testa si vede Chierico, retrocesso al grado di decorazione natalizia, e Massimo, che affacciato alla finestra attende il giorno in cui Trixie tornerà a trovarlo.

## Personaggi e doppiatori

### Doppiatori originali
- Tom Hanks: sceriffo Woody
- Tim Allen: Buzz Lightyear
- Kristen Schaal: Trixie
- Kevin McKidd: Massimo Reptilio
- Emily Hahn: Bonnie
- Wallace Shawn: Rex
- Steve Purcell: Chierico
- Jonathan Kydd: Ray-Gon
- Joan Cusack: Jessie
- R.C. Cope: Mason
- Don Rickles: Mr. Potato
- Timothy Dalton: Pricklepants
- Lori Alan: mamma di Bonnie
- Emma Hudak: Angelo Kitty
- Ron Bottitta: Papà di Mason

### Doppiatori italiani
- Fabrizio Frizzi: sceriffo Woody
- Massimo Dapporto: Buzz Lightyear
- Micaela Incitti: Trixie
- Sergio Lucchetti: Massimo Reptilio
- Arianna Vignoli: Bonnie
- Carlo Valli: Rex
- Fabrizio Mazzotta: Chierico
- Roberto Stocchi: Ray-Gon
- Ilaria Stagni: Jessie
- Alessandro Carloni: Mason
- Angelo Nicotra: Mr. Potato
- Michele Kalamera: Pricklepants
- Daniela D'Angelo: mamma di Bonnie
- Charlotte Infussi: Angelo Kitty

## Altri media
- Il videogioco a cui giocano Bonnie e Mason è quello di Toy Story 3: Il videogioco (uscito nel 2010). Lo si capisce dagli effetti sonori che si sentono quando la bambina entra nella stanza dove il suo amico sta giocando, e quando Maximus spegne la console: prima che la tv si spenga appare per un attimo uno screenshot di Buzz Lightyear.
- Un personaggio di Massimo Reptilio (Reptillus Maximus) può essere visto anche come statua al secondo piano di Galaxy Toys nei livelli di Toy Story nel videogioco Kingdom Hearts III (uscito nel 2019).